# Canehan
Canehan är en kommun i departementet Seine-Maritime i regionen Normandie i norra Frankrike. Kommunen ligger i kantonen Eu som tillhör arrondissementet Dieppe. År 2022 hade Canehan 380 invånare.

## Befolkningsutveckling
Antalet invånare i kommunen Canehan
| Referens: INSEE |